# Coupe d'Allemagne de football 2024-2025
Navigation
Édition précédente Édition suivante
La Coupe d'Allemagne de football 2024-2025 est la 82e édition de la Coupe d'Allemagne de football (DFB-Pokal) dont le tenant du titre est le Bayer Leverkusen. Soixante-quatre équipes prennent part à la compétition, dont toutes les équipes de la Bundesliga et de la 2. Bundesliga de l'année précédente.
Le vainqueur reçoit une place pour la phase de ligue de la Ligue Europa 2025-2026, dans la mesure où il n'est pas qualifié pour la Ligue des champions par l'intermédiaire des quatre premières places du championnat. Dans ce cas, la place reviendrait au club classé sixième du championnat.
La compétition débute avec le premier tour le 16 août 2024 et se clôt par la finale, le 24 mai 2025, à l'Olympiastadion Berlin.

## Calendrier
| Tour | Nom                 | Dates retenues                                                      | Équipes participantes | Équipes gagnantes |
| 1    | Premier tour        | Du 16 au 19 août 2024 (30 matchs) Les 27 et 28 août 2024 (2 matchs) | 64                    | 32                |
| 2    | Deuxième tour       | Les 29 et 30 octobre 2024                                           | 32                    | 16                |
| 3    | Huitièmes de finale | Les 3 et 4 décembre 2024                                            | 16                    | 8                 |
| 4    | Quarts de finale    | Les 4, 5, 25 et 26 février 2025                                     | 8                     | 4                 |
| 5    | Demi-finales        | Les 1er et 2 avril 2025                                             | 4                     | 2                 |
| 6    | Finale              | Le 24 mai 2025                                                      | 2                     | 1                 |

1. ↑  Les rencontres peuvent exceptionnellement se jouer à d'autres dates du fait d'un report par l'arbitre, ou d'un accord des deux clubs.

## Clubs participants

### Localisation
| \| Aalen Aachen Aue Vik. Berlin 0Bochum Bremer SV Brunswick Coblence Cottbus Düsseldorf Essen Greifswald Halle Hanovre Hildesheim Iéna Ingolstadt Lotte Lübeck Magdebourg Sch. Mayence Meppen Münster Osnabrück Ottensen Rostock Sandhausen Sarrebruck Ulm Villingen Wiesbaden Wurtzbourg Un. Berlin Dortmund Dresde Elversberg Fürth Hambourg Heidenheim Kaiserslautern Kiel FSV · Mayence M'gladbach Nuremberg Offenbach Paderborn St. Pauli Schalke Her. Berlin Darmstadt Francfort Fribourg Hoffenheim Karlsruhe Munich Ratisbonne Augsbourg W. Brême Cologne Wolfsburg Leipzig Leverkusen Bielefeld Stuttgart \| Localisation des clubs participants. |
| Aalen Aachen Aue Vik. Berlin 0Bochum Bremer SV Brunswick Coblence Cottbus Düsseldorf Essen Greifswald Halle Hanovre Hildesheim Iéna Ingolstadt Lotte Lübeck Magdebourg Sch. Mayence Meppen Münster Osnabrück Ottensen Rostock Sandhausen Sarrebruck Ulm Villingen Wiesbaden Wurtzbourg Un. Berlin Dortmund Dresde Elversberg Fürth Hambourg Heidenheim Kaiserslautern Kiel FSV · Mayence M'gladbach Nuremberg Offenbach Paderborn St. Pauli Schalke Her. Berlin Darmstadt Francfort Fribourg Hoffenheim Karlsruhe Munich Ratisbonne Augsbourg W. Brême Cologne Wolfsburg Leipzig Leverkusen Bielefeld Stuttgart                                            |

| Aalen Aachen Aue Vik. Berlin 0Bochum Bremer SV Brunswick Coblence Cottbus Düsseldorf Essen Greifswald Halle Hanovre Hildesheim Iéna Ingolstadt Lotte Lübeck Magdebourg Sch. Mayence Meppen Münster Osnabrück Ottensen Rostock Sandhausen Sarrebruck Ulm Villingen Wiesbaden Wurtzbourg Un. Berlin Dortmund Dresde Elversberg Fürth Hambourg Heidenheim Kaiserslautern Kiel FSV · Mayence M'gladbach Nuremberg Offenbach Paderborn St. Pauli Schalke Her. Berlin Darmstadt Francfort Fribourg Hoffenheim Karlsruhe Munich Ratisbonne Augsbourg W. Brême Cologne Wolfsburg Leipzig Leverkusen Bielefeld Stuttgart |

| \| Teutonia Ottensen Hambourg SV FC St. Pauli \| Clubs hambourgeois. |
| Teutonia Ottensen Hambourg SV FC St. Pauli                           |

| Teutonia Ottensen Hambourg SV FC St. Pauli |

| \| Bremer SV Werder Brême0 \| Clubs brêmois. |
| Bremer SV Werder Brême0                      |

| Bremer SV Werder Brême0 |

| \| Viktoria Berlin Union Berlin Hertha BSC \| Clubs berlinois. |
| Viktoria Berlin Union Berlin Hertha BSC                        |

| Viktoria Berlin Union Berlin Hertha BSC |

| \| Bochum Düsseldorf Essen Dortmund M'gladbach Schalke \| Clubs de la région de la Ruhr. |
| Bochum Düsseldorf Essen Dortmund M'gladbach Schalke                                      |

| Bochum Düsseldorf Essen Dortmund M'gladbach Schalke |

| Légende : Premier tour Deuxième tour Huitième de finalistes Quart de finalistes Demi-finalistes Finaliste Vainqueur |

### Par mode de qualification
| Par les championnats nationaux | Par les championnats nationaux | Par les championnats nationaux | Par les championnats nationaux | Par les championnats nationaux | Par les championnats nationaux | Par les championnats nationaux | Par les championnats nationaux | Par les championnats nationaux | Par les championnats nationaux | Par les championnats nationaux | Par les championnats nationaux |
| --- | --- | --- | --- | --- | --- | --- | --- | --- | --- | --- | --- |
| - 18 clubs de Bundesliga 2023-2024 - Bayer Leverkusen T - VfB Stuttgart - Bayern Munich - RB Leipzig - Borussia Dortmund - Eintracht Francfort - TSG Hoffenheim - FC Heidenheim - Werder Brême - SC Fribourg - FC Augsbourg - VfL Wolfsburg - FSV Mayence - Borussia Mönchengladbach - Union Berlin - VfL Bochum - FC Cologne (D2) - SV Darmstadt (D2) | - 18 clubs de Bundesliga 2023-2024 - Bayer Leverkusen T - VfB Stuttgart - Bayern Munich - RB Leipzig - Borussia Dortmund - Eintracht Francfort - TSG Hoffenheim - FC Heidenheim - Werder Brême - SC Fribourg - FC Augsbourg - VfL Wolfsburg - FSV Mayence - Borussia Mönchengladbach - Union Berlin - VfL Bochum - FC Cologne (D2) - SV Darmstadt (D2) | - 18 clubs de Bundesliga 2023-2024 - Bayer Leverkusen T - VfB Stuttgart - Bayern Munich - RB Leipzig - Borussia Dortmund - Eintracht Francfort - TSG Hoffenheim - FC Heidenheim - Werder Brême - SC Fribourg - FC Augsbourg - VfL Wolfsburg - FSV Mayence - Borussia Mönchengladbach - Union Berlin - VfL Bochum - FC Cologne (D2) - SV Darmstadt (D2) | - 18 clubs de Bundesliga 2023-2024 - Bayer Leverkusen T - VfB Stuttgart - Bayern Munich - RB Leipzig - Borussia Dortmund - Eintracht Francfort - TSG Hoffenheim - FC Heidenheim - Werder Brême - SC Fribourg - FC Augsbourg - VfL Wolfsburg - FSV Mayence - Borussia Mönchengladbach - Union Berlin - VfL Bochum - FC Cologne (D2) - SV Darmstadt (D2) | - 18 clubs de 2. Bundesliga 2023-2024 - FC St. Pauli (D1) - Holstein Kiel (D1) - Fortuna Düsseldorf - Hambourg SV - Karlsruher SC - Hanovre 96 - SC Paderborn - Greuther Fürth - Hertha BSC - Schalke 04 - SV Elversberg - FC Nuremberg - FC Kaiserslautern - FC Magdebourg - Eintracht Brunswick - SV Wehen Wiesbaden (D3) - Hansa Rostock (D3) - VfL Osnabrück (D3) | - 18 clubs de 2. Bundesliga 2023-2024 - FC St. Pauli (D1) - Holstein Kiel (D1) - Fortuna Düsseldorf - Hambourg SV - Karlsruher SC - Hanovre 96 - SC Paderborn - Greuther Fürth - Hertha BSC - Schalke 04 - SV Elversberg - FC Nuremberg - FC Kaiserslautern - FC Magdebourg - Eintracht Brunswick - SV Wehen Wiesbaden (D3) - Hansa Rostock (D3) - VfL Osnabrück (D3) | - 18 clubs de 2. Bundesliga 2023-2024 - FC St. Pauli (D1) - Holstein Kiel (D1) - Fortuna Düsseldorf - Hambourg SV - Karlsruher SC - Hanovre 96 - SC Paderborn - Greuther Fürth - Hertha BSC - Schalke 04 - SV Elversberg - FC Nuremberg - FC Kaiserslautern - FC Magdebourg - Eintracht Brunswick - SV Wehen Wiesbaden (D3) - Hansa Rostock (D3) - VfL Osnabrück (D3) | - 18 clubs de 2. Bundesliga 2023-2024 - FC St. Pauli (D1) - Holstein Kiel (D1) - Fortuna Düsseldorf - Hambourg SV - Karlsruher SC - Hanovre 96 - SC Paderborn - Greuther Fürth - Hertha BSC - Schalke 04 - SV Elversberg - FC Nuremberg - FC Kaiserslautern - FC Magdebourg - Eintracht Brunswick - SV Wehen Wiesbaden (D3) - Hansa Rostock (D3) - VfL Osnabrück (D3) | - 4 premiers de 3. Liga 2023-2024 - SSV Ulm (D2) - Preußen Münster (D2) - Jahn Ratisbonne (D2) - Dynamo Dresde | - 4 premiers de 3. Liga 2023-2024 - SSV Ulm (D2) - Preußen Münster (D2) - Jahn Ratisbonne (D2) - Dynamo Dresde | - 4 premiers de 3. Liga 2023-2024 - SSV Ulm (D2) - Preußen Münster (D2) - Jahn Ratisbonne (D2) - Dynamo Dresde | - 4 premiers de 3. Liga 2023-2024 - SSV Ulm (D2) - Preußen Münster (D2) - Jahn Ratisbonne (D2) - Dynamo Dresde |
| Par les ligues régionales | | | | | | | | | | | |
| - Bade - SV Sandhausen (D3) - Bavière - Würzburger Kickers (D4) - FC Ingolstadt (D3) - Berlin - Viktoria Berlin (D4) - Brandebourg - Energie Cottbus (D3) - Brême - Bremer SV (D4) - Hambourg - FC Teutonia 05 Ottensen (D4) - Hesse - Kickers Offenbach (D4)                                                                                          | - Bade - SV Sandhausen (D3) - Bavière - Würzburger Kickers (D4) - FC Ingolstadt (D3) - Berlin - Viktoria Berlin (D4) - Brandebourg - Energie Cottbus (D3) - Brême - Bremer SV (D4) - Hambourg - FC Teutonia 05 Ottensen (D4) - Hesse - Kickers Offenbach (D4)                                                                                          | - Bade - SV Sandhausen (D3) - Bavière - Würzburger Kickers (D4) - FC Ingolstadt (D3) - Berlin - Viktoria Berlin (D4) - Brandebourg - Energie Cottbus (D3) - Brême - Bremer SV (D4) - Hambourg - FC Teutonia 05 Ottensen (D4) - Hesse - Kickers Offenbach (D4)                                                                                          | - Bade - SV Sandhausen (D3) - Bavière - Würzburger Kickers (D4) - FC Ingolstadt (D3) - Berlin - Viktoria Berlin (D4) - Brandebourg - Energie Cottbus (D3) - Brême - Bremer SV (D4) - Hambourg - FC Teutonia 05 Ottensen (D4) - Hesse - Kickers Offenbach (D4)                                                                                          | - Mecklembourg-Poméranie-Occidentale - Greifswalder FC (D4) - Rhin moyen - Alemannia Aachen (D3) - Basse-Rhénanie - Rot-Weiss Essen (D3) - Basse-Saxe - SV Meppen (D4) - VfV 06 Hildesheim (D5) - Rhénanie - TuS Coblence (D5) - Sarre - FC Sarrebruck (D3) - Saxe - Erzgebirge Aue (D3)                                                                              | - Mecklembourg-Poméranie-Occidentale - Greifswalder FC (D4) - Rhin moyen - Alemannia Aachen (D3) - Basse-Rhénanie - Rot-Weiss Essen (D3) - Basse-Saxe - SV Meppen (D4) - VfV 06 Hildesheim (D5) - Rhénanie - TuS Coblence (D5) - Sarre - FC Sarrebruck (D3) - Saxe - Erzgebirge Aue (D3)                                                                              | - Mecklembourg-Poméranie-Occidentale - Greifswalder FC (D4) - Rhin moyen - Alemannia Aachen (D3) - Basse-Rhénanie - Rot-Weiss Essen (D3) - Basse-Saxe - SV Meppen (D4) - VfV 06 Hildesheim (D5) - Rhénanie - TuS Coblence (D5) - Sarre - FC Sarrebruck (D3) - Saxe - Erzgebirge Aue (D3)                                                                              | - Mecklembourg-Poméranie-Occidentale - Greifswalder FC (D4) - Rhin moyen - Alemannia Aachen (D3) - Basse-Rhénanie - Rot-Weiss Essen (D3) - Basse-Saxe - SV Meppen (D4) - VfV 06 Hildesheim (D5) - Rhénanie - TuS Coblence (D5) - Sarre - FC Sarrebruck (D3) - Saxe - Erzgebirge Aue (D3)                                                                              | - Saxe-Anhalt - Hallescher FC (D4) - Schleswig-Holstein - Phönix Lübeck (D4) - Bade du Sud - FC 08 Villingen (D4) - Sud-Ouest - TSV Schott Mayence (D5) - Thuringe - FC Carl Zeiss Iéna (D4) - Westphalie - Arminia Bielefeld (D3) - Sportfreunde Lotte (D4) - Wurtemberg - VfR Aalen (D5) | - Saxe-Anhalt - Hallescher FC (D4) - Schleswig-Holstein - Phönix Lübeck (D4) - Bade du Sud - FC 08 Villingen (D4) - Sud-Ouest - TSV Schott Mayence (D5) - Thuringe - FC Carl Zeiss Iéna (D4) - Westphalie - Arminia Bielefeld (D3) - Sportfreunde Lotte (D4) - Wurtemberg - VfR Aalen (D5) | - Saxe-Anhalt - Hallescher FC (D4) - Schleswig-Holstein - Phönix Lübeck (D4) - Bade du Sud - FC 08 Villingen (D4) - Sud-Ouest - TSV Schott Mayence (D5) - Thuringe - FC Carl Zeiss Iéna (D4) - Westphalie - Arminia Bielefeld (D3) - Sportfreunde Lotte (D4) - Wurtemberg - VfR Aalen (D5) | - Saxe-Anhalt - Hallescher FC (D4) - Schleswig-Holstein - Phönix Lübeck (D4) - Bade du Sud - FC 08 Villingen (D4) - Sud-Ouest - TSV Schott Mayence (D5) - Thuringe - FC Carl Zeiss Iéna (D4) - Westphalie - Arminia Bielefeld (D3) - Sportfreunde Lotte (D4) - Wurtemberg - VfR Aalen (D5) |
| T = Tenant du titre · D1 = Bundesliga 24-25 · D2 = 2. Bundesliga 24-25 · D3 = 3. Liga 24-25 · D4 = Regionalliga 24-25 · D5 = Oberliga 24-25 | | | | | | | | | | | |

1. ↑  Les fédérations régionales avec le plus grand nombre d'équipes envoient chacune deux représentants (Bavière, Basse-Saxe et Westphalie). Les autres ligues envoient les équipes ayant remporté leurs coupes régionales respectives.
2. ↑  La Fédération bavaroise de football envoie le vainqueur de la coupe de Bavière et l'équipe la mieux classée en Regionalliga Bavière (hors réserves).
3. ↑  Finaliste de la coupe de Bavière, le FC Ingolstadt est qualifié malgré sa défaite, car le gagnant de la coupe, le Würzburger Kickers, s'est déjà qualifié en ayant remporté la Regionalliga Bavière 2023-2024.
4. ↑  La Fédération basse-saxonne de football divise sa coupe en deux parcours : l'un pour les équipes de 3. Liga et de Regionalliga Nord, l'autre pour les équipes des divisions inférieures.
5. ↑  Finaliste de la coupe de Saxe, l'Erzgebirge Aue est qualifié malgré sa défaite, car le gagnant de la coupe, le Dynamo Dresde, s'est déjà qualifié par sa quatrième place en 3. Liga.
6. ↑  La Fédération de football et d'athlétisme de Westphalie envoie le vainqueur de la coupe de Westphalie ainsi que l'équipe la mieux classée en Oberliga Westphalie (hors réserves).

## Résultats

### Premier tour
Le tirage au sort est effectué le 23 juin 2024 par Nils Petersen. 30 des 32 matchs du premier tour sont joués du 16 au 19 août 2024. Les matchs auxquels participent les équipes en Supercoupe d’Allemagne sont quant à eux joués les 27 et 28 août 2024.
| Club recevant                | Score                | Club visiteur                 |
| ---------------------------- | -------------------- | ----------------------------- |
| (D4) Würzburger Kickers      | 2 - 2 ap (3 - 5 tab) | TSG Hoffenheim (D1)           |
| (D3) SV Wehen Wiesbaden      | 1 - 3 ap             | FSV Mayence (D1)              |
| (D4) Hallescher FC           | 2 - 3 ap             | FC St. Pauli (D1)             |
| (D2) SSV Ulm                 | 0 - 4                | Bayern Munich (D1)            |
| (D3) Erzgebirge Aue          | 1 - 3                | Borussia Mönchengladbach (D1) |
| (D5) TSV Schott Mayence      | 0 - 2                | Greuther Fürth (D2)           |
| (D4) FC 08 Villingen         | 0 - 4                | FC Heidenheim (D1)            |
| (D3) Rot-Weiss Essen         | 1 - 4                | RB Leipzig (D1)               |
| (D3) FC Ingolstadt           | 1 - 2                | FC Kaiserslautern (D2)        |
| (D5) VfR Aalen               | 0 - 2                | Schalke 04 (D2)               |
| (D3) VfL Osnabrück           | 0 - 4                | SC Fribourg (D1)              |
| (D4) Greifswalder FC         | 0 - 1                | Union Berlin (D1)             |
| (D3) Arminia Bielefeld       | 2 - 0                | Hanovre 96 (D2)               |
| (D4) Phönix Lübeck           | 1 - 4                | Borussia Dortmund (D1)        |
| (D3) Alemannia Aachen        | 2 - 3                | Holstein Kiel (D1)            |
| (D3) FC Sarrebruck           | 1 - 1 ap (3 - 5 tab) | FC Nuremberg (D2)             |
| (D4) Viktoria Berlin         | 1 - 4                | FC Augsbourg (D1)             |
| (D2) Jahn Ratisbonne         | 1 - 0                | VfL Bochum (D1)               |
| (D4) Bremer SV               | 0 - 4                | SC Paderborn (D2)             |
| (D5) VfV 06 Hildesheim       | 0 - 7                | SV Elversberg (D2)            |
| (D3) SV Sandhausen           | 2 - 3 ap             | FC Cologne (D2)               |
| (D3) Hansa Rostock           | 1 - 5                | Hertha BSC (D2)               |
| (D4) FC Teutonia 05 Ottensen | 1 - 3                | SV Darmstadt (D2)             |
| (D3) Dynamo Dresde           | 2 - 0                | Fortuna Düsseldorf (D2)       |
| (D4) Sportfreunde Lotte      | 0 -5                 | Karlsruher SC (D2)            |
| (D4) SV Meppen               | 1 - 7                | Hambourg SV (D2)              |
| (D3) Energie Cottbus         | 1 - 3                | Werder Brême (D1)             |
| (D5) TuS Coblence            | 0 - 1                | VfL Wolfsburg (D1)            |
| (D4) Kickers Offenbach       | 2 - 1                | FC Magdebourg (D2)            |
| (D2) Eintracht Brunswick     | 1 - 4                | Eintracht Francfort (D1)      |
| (D2) Preußen Münster         | 0 - 5                | VfB Stuttgart (D1)            |
| (D4) FC Carl Zeiss Iéna      | 0 - 1                | Bayer Leverkusen (D1)         |

### Deuxième tour

#### Rencontres
Le tirage au sort a lieu le 1er septembre 2024 et est effectué par Sonja Greinacher. Les matchs se déroulent les 29 et 30 octobre 2024.
| Club recevant            | Score    | Club visiteur                 |
| ------------------------ | -------- | ----------------------------- |
| (D1) RB Leipzig          | 4 - 2    | FC St. Pauli (D1)             |
| (D1) Bayer Leverkusen    | 3 - 0    | SV Elversberg (D2)            |
| (D1) FC Augsbourg        | 3 - 0    | Schalke 04 (D2)               |
| (D4) Kickers Offenbach   | 0 - 2    | Karlsruher SC (D2)            |
| (D1) VfB Stuttgart       | 2 - 1    | FC Kaiserslautern (D2)        |
| (D1) VfL Wolfsburg       | 1 – 0 ap | Borussia Dortmund (D1)        |
| (D2) Jahn Ratisbonne     | 1 - 0    | Greuther Fürth (D2)           |
| (D2) FC Cologne          | 3 - 0    | Holstein Kiel (D1)            |
| (D2) Hertha BSC          | 2 - 1    | FC Heidenheim (D1)            |
| (D2) SC Paderborn        | 0 - 1    | Werder Brême (D1)             |
| (D1) Eintracht Francfort | 2 - 1    | Borussia Mönchengladbach (D1) |
| (D1) SC Fribourg         | 2 - 1    | Hambourg SV (D2)              |
| (D3) Arminia Bielefeld   | 2 - 0    | Union Berlin (D1)             |
| (D1) TSG Hoffenheim      | 2 - 1    | FC Nuremberg (D2)             |
| (D3) Dynamo Dresde       | 2 - 3 ap | SV Darmstadt (D2)             |
| (D1) FSV Mayence         | 0 - 4    | Bayern Munich (D1)            |

### Huitièmes de finale

#### Rencontres
Le tirage au sort a lieu le 3 novembre 2024 et est effectué par André Schnura (de) et Rudi Völler. Les huitièmes de finale se déroulent les 3 et 4 décembre 2024.
| Club recevant          | Score                | Club visiteur            |
| ---------------------- | -------------------- | ------------------------ |
| (D3) Arminia Bielefeld | 3 - 1                | SC Fribourg (D1)         |
| (D2) Jahn Ratisbonne   | 0 - 3                | VfB Stuttgart (D1)       |
| (D1) Bayern Munich     | 0 - 1                | Bayer Leverkusen (D1)    |
| (D1) Werder Brême      | 1 - 0                | SV Darmstadt (D2)        |
| (D2) FC Cologne        | 2 - 1 ap             | Hertha BSC (D2)          |
| (D1) VfL Wolfsburg     | 3 - 0                | TSG Hoffenheim (D1)      |
| (D1) RB Leipzig        | 3 - 0                | Eintracht Francfort (D1) |
| (D2) Karlsruher SC     | 2 - 2 ap (4 - 5 tab) | FC Augsbourg (D1)        |

### Quarts de finale

#### Rencontres
Le tirage au sort a lieu le 8 décembre 2024 et est effectué par Julian Köster (en). Les quarts de finale se déroulent les 4, 5, 25 et 26 février 2025.
| Club recevant          | Score    | Club visiteur      |
| ---------------------- | -------- | ------------------ |
| (D1) VfB Stuttgart     | 1 - 0    | FC Augsbourg (D1)  |
| (D1) Bayer Leverkusen  | 3 - 2 ap | FC Cologne (D2)    |
| (D3) Arminia Bielefeld | 2 - 1    | Werder Brême (D1)  |
| (D1) RB Leipzig        | 1 - 0    | VfL Wolfsburg (D1) |

### Demi-finales

#### Rencontres
Le tirage au sort a eu lieu le 2 mars 2025 et est effectué par Gerald Asamoah. Les demi-finales se déroulent les 1er et 2 avril 2025.
| Club recevant          | Score | Club visiteur         |
| ---------------------- | ----- | --------------------- |
| (D3) Arminia Bielefeld | 2 - 1 | Bayer Leverkusen (D1) |
| (D1) VfB Stuttgart     | 3 - 1 | RB Leipzig (D1)       |

## Finale
| 24 mai 2025 | (D3) Arminia Bielefeld               | 2 - 4   | VfB Stuttgart (D1)                         | Olympiastadion, Berlin             |                                    |
| 20h00 CEST  | Kania (en) 82e · Vagnomann 85e (csc) | (0 - 3) | 15e Woltemade · 22e 66e Millot · 28e Undav | Arbitrage : Christian Dingert (en) | Arbitrage : Christian Dingert (en) |
| 20h00 CEST  | Rapport                              |         |                                            | Arbitrage : Christian Dingert (en) | Arbitrage : Christian Dingert (en) |

## Primes
Pour la Coupe d'Allemagne de football 2024-2025, 74 millions d'euros sont reversés aux participants :
| Tour atteint                     | Prime par équipe | Prime cumulée par équipe | Prime par tour | Prime par tour cumulée |
| -------------------------------- | ---------------- | ------------------------ | -------------- | ---------------------- |
| Premier tour (64 équipes)        | 0.209.453 €      | 0.209.453 €              | 13.404.992 €   | 13.404.992 €           |
| Deuxième tour (32 équipes)       | 0.418.906 €      | 0.628.359 €              | 13.404.992 €   | 26.809.984 €           |
| Huitièmes de finale (16 équipes) | 0.837.813 €      | 1.466.172 €              | 13.405.008 €   | 40.214.992 €           |
| Quarts de finale (8 équipes)     | 1.675.625 €      | 3.141.797 €              | 13.405.000 €   | 53.619.992 €           |
| Demi-finale (4 équipes)          | 3.351.250 €      | 6.493.047 €              | 13.405.000 €   | 67.024.992 €           |
| Finaliste (perdant) (1 équipe)   | 2.880.000 €      | 9.373.047 €              | 2.880.000 €    | 69.904.992 €           |
| Finaliste (vainqueur) (1 équipe) | 4.320.000 €      | 10.813.047 €             | 4.320.000 €    | 74.224.992 €           |